# Vuelta a Gran Bretaña 2019
La 80.ª edición de la Vuelta a Gran Bretaña (nombre oficial: OVO Energy Tour of Britain) fue una carrera de ciclismo en ruta por etapas que se celebró entre el 7 y el 14 de septiembre de 2019 en el Reino Unido, con inicio en la ciudad de Glasgow y final en la ciudad de Mánchester sobre un recorrido de 1267 kilómetros.
La prueba perteneció al UCI Europe Tour 2019 dentro de la categoría 2.HC (máxima categoría de estos circuitos). El vencedor final fue el neerlandés Mathieu van der Poel del Corendon-Circus seguido del italiano Matteo Trentin del Mitchelton-Scott y el belga Jasper De Buyst del Lotto Soudal.

## Equipos participantes
Tomaron parte en la carrera 20 equipos: 10 de categoría UCI WorldTeam; 5 de categoría Profesional Continental; 4 de categoría Continental; y la selección nacional del Reino Unido. Formando así un pelotón de 120 ciclistas de los que acabaron 106. Los equipos participantes fueron:
| WorldTeams (10)- AG2R La Mondiale - Movistar Team - Team Jumbo-Visma - Mitchelton-Scott - Katusha-Alpecin - Ineos - Dimension Data - EF Education First - Lotto Soudal - Team Sunweb Equipos continentales profesionales (5)- Wanty-Groupe Gobert - Corendon-Circus - Israel Cycling Academy - Sport Vlaanderen-Baloise - Riwal Readynez Equipos continentales (4)- Canyon DHB p/b Bloor Homes - Madison Genesis - SwiftCarbon Pro Cycling - Team Wiggins Le Col Equipo nacional- Gran Bretaña |
| |

## Recorrido
La Vuelta a Gran Bretaña dispuso de ocho etapas para un recorrido total de 1267 kilómetros.
| Etapa     | Fecha     | Recorrido                                | type                    | Distancia (km) | Ganador              | Líder                |
| --------- | --------- | ---------------------------------------- | ----------------------- | -------------- | -------------------- | -------------------- |
| 1.ª etapa | 7 de sep  | Glasgow – Kirkcudbright                  | etapa escarpada         | 201,5          | Dylan Groenewegen    | Dylan Groenewegen    |
| 2.ª etapa | 8 de sep  | Kelso – Kelso                            | etapa llana             | 165,9          | Matteo Trentin       | Matteo Trentin       |
| 3.ª etapa | 9 de sep  | Berwick-upon-Tweed – Newcastle upon Tyne | etapa llana             | 183,2          | Dylan Groenewegen    | Matteo Trentin       |
| 4.ª etapa | 10 de sep | Gateshead – Kendal                       | etapa de media montaña  | 173,2          | Mathieu van der Poel | Mathieu van der Poel |
| 5.ª etapa | 11 de sep | Birkenhead – Birkenhead                  | etapa llana             | 174,1          | Dylan Groenewegen    | Matteo Trentin       |
| 6.ª etapa | 12 de sep | Pershore – Pershore                      | contrarreloj individual | 14,4           | Edoardo Affini       | Mathieu van der Poel |
| 7.ª etapa | 13 de sep | Warwick – Warwick                        | etapa llana             | 188,7          | Mathieu van der Poel | Mathieu van der Poel |
| 8.ª etapa | 14 de sep | Altrincham – Mánchester                  | etapa escarpada         | 166            | Mathieu van der Poel | Mathieu van der Poel |

### 1.ª etapa
| Glasgow - Kirkcudbright | etapa escarpada | (201,5 km) |

| \| Clasificación de la etapa \| Clasificación de la etapa \| Clasificación de la etapa \| Clasificación de la etapa \| Clasificación de la etapa \| \| Ciclista \| Ciclista \| Equipo \| Tiempo \| \| \| ------------------------- \| ------------------------- \| ------------------------- \| ------------------------- \| ------------------------- \| \| 1.º \| Dylan Groenewegen \| Team Jumbo-Visma \| 4 h 39 min 49 s \| \| \| 2.º \| Davide Cimolai \| Israel Cycling Academy \| + 0 s \| \| \| 3.º \| Matteo Trentin \| Mitchelton-Scott \| + 0 s \| \| |                   |                        |                 |
| |                   |                        |                 |
| Fuente: ProCyclingStats |                   |                        |                 |
| Clasificación de la etapa |                   |                        |                 |
| Ciclista | Ciclista          | Equipo                 | Tiempo          |
| 1.º | Dylan Groenewegen | Team Jumbo-Visma       | 4 h 39 min 49 s |
| 2.º | Davide Cimolai    | Israel Cycling Academy | + 0 s           |
| 3.º | Matteo Trentin    | Mitchelton-Scott       | + 0 s           |

| \| Clasificación general \| Clasificación general \| Clasificación general \| Clasificación general \| Clasificación general \| \| Ciclista \| Ciclista \| Equipo \| Tiempo \| \| \| --------------------- \| --------------------- \| -------------------------- \| --------------------- \| --------------------- \| \| 1.º \| Dylan Groenewegen \| Team Jumbo-Visma \| 4 h 39 min 39 s \| \| \| 2.º \| Rory Townsend \| Canyon DHB p/b Bloor Homes \| + 3 s \| \| \| 3.º \| Davide Cimolai \| Israel Cycling Academy \| + 4 s \| \| |                   |                            |                 |
| |                   |                            |                 |
| Fuente: ProCyclingStats |                   |                            |                 |
| Clasificación general |                   |                            |                 |
| Ciclista | Ciclista          | Equipo                     | Tiempo          |
| 1.º | Dylan Groenewegen | Team Jumbo-Visma           | 4 h 39 min 39 s |
| 2.º | Rory Townsend     | Canyon DHB p/b Bloor Homes | + 3 s           |
| 3.º | Davide Cimolai    | Israel Cycling Academy     | + 4 s           |

### 2.ª etapa
| Kelso - Kelso | etapa llana | (165,9 km) |

| \| Clasificación de la etapa \| Clasificación de la etapa \| Clasificación de la etapa \| Clasificación de la etapa \| Clasificación de la etapa \| \| Ciclista \| Ciclista \| Equipo \| Tiempo \| \| \| ------------------------- \| ------------------------- \| ------------------------- \| ------------------------- \| ------------------------- \| \| 1.º \| Matteo Trentin \| Mitchelton-Scott \| 3 h 55 min 53 s \| \| \| 2.º \| Jasper De Buyst \| Lotto-Soudal \| + 0 s \| \| \| 3.º \| Mike Teunissen \| Team Jumbo-Visma \| + 0 s \| \| |                 |                  |                 |
| |                 |                  |                 |
| Fuente: ProCyclingStats |                 |                  |                 |
| Clasificación de la etapa |                 |                  |                 |
| Ciclista | Ciclista        | Equipo           | Tiempo          |
| 1.º | Matteo Trentin  | Mitchelton-Scott | 3 h 55 min 53 s |
| 2.º | Jasper De Buyst | Lotto-Soudal     | + 0 s           |
| 3.º | Mike Teunissen  | Team Jumbo-Visma | + 0 s           |

| \| Clasificación general \| Clasificación general \| Clasificación general \| Clasificación general \| Clasificación general \| \| Ciclista \| Ciclista \| Equipo \| Tiempo \| \| \| --------------------- \| --------------------- \| ---------------------- \| --------------------- \| --------------------- \| \| 1.º \| Matteo Trentin \| Mitchelton-Scott \| 8 h 35 min 25 s \| \| \| 2.º \| Davide Cimolai \| Israel Cycling Academy \| + 11 s \| \| \| 3.º \| Jasper De Buyst \| Lotto-Soudal \| + 11 s \| \| |                 |                        |                 |
| |                 |                        |                 |
| Fuente: ProCyclingStats |                 |                        |                 |
| Clasificación general |                 |                        |                 |
| Ciclista | Ciclista        | Equipo                 | Tiempo          |
| 1.º | Matteo Trentin  | Mitchelton-Scott       | 8 h 35 min 25 s |
| 2.º | Davide Cimolai  | Israel Cycling Academy | + 11 s          |
| 3.º | Jasper De Buyst | Lotto-Soudal           | + 11 s          |

### 3.ª etapa
| Berwick-upon-Tweed - Newcastle upon Tyne | etapa llana | (183,2 km) |

| \| Clasificación de la etapa \| Clasificación de la etapa \| Clasificación de la etapa \| Clasificación de la etapa \| Clasificación de la etapa \| \| Ciclista \| Ciclista \| Equipo \| Tiempo \| \| \| ------------------------- \| ------------------------- \| ------------------------- \| ------------------------- \| ------------------------- \| \| 1.º \| Dylan Groenewegen \| Team Jumbo-Visma \| 4 h 37 min 53 s \| \| \| 2.º \| Mathieu van der Poel \| Corendon-Circus \| + 0 s \| \| \| 3.º \| Davide Cimolai \| Israel Cycling Academy \| + 0 s \| \| |                      |                        |                 |
| |                      |                        |                 |
| Fuente: ProCyclingStats |                      |                        |                 |
| Clasificación de la etapa |                      |                        |                 |
| Ciclista | Ciclista             | Equipo                 | Tiempo          |
| 1.º | Dylan Groenewegen    | Team Jumbo-Visma       | 4 h 37 min 53 s |
| 2.º | Mathieu van der Poel | Corendon-Circus        | + 0 s           |
| 3.º | Davide Cimolai       | Israel Cycling Academy | + 0 s           |

| \| Clasificación general \| Clasificación general \| Clasificación general \| Clasificación general \| Clasificación general \| \| Ciclista \| Ciclista \| Equipo \| Tiempo \| \| \| --------------------- \| --------------------- \| ---------------------- \| --------------------- \| --------------------- \| \| 1.º \| Matteo Trentin \| Mitchelton-Scott \| 13 h 13 min 18 s \| \| \| 2.º \| Davide Cimolai \| Israel Cycling Academy \| + 7 s \| \| \| 3.º \| Mathieu van der Poel \| Corendon-Circus \| + 11 s \| \| |                      |                        |                  |
| |                      |                        |                  |
| Fuente: ProCyclingStats |                      |                        |                  |
| Clasificación general |                      |                        |                  |
| Ciclista | Ciclista             | Equipo                 | Tiempo           |
| 1.º | Matteo Trentin       | Mitchelton-Scott       | 13 h 13 min 18 s |
| 2.º | Davide Cimolai       | Israel Cycling Academy | + 7 s            |
| 3.º | Mathieu van der Poel | Corendon-Circus        | + 11 s           |

### 4.ª etapa
| Gateshead - Kendal | etapa de media montaña | (173,2 km) |

| \| Clasificación de la etapa \| Clasificación de la etapa \| Clasificación de la etapa \| Clasificación de la etapa \| Clasificación de la etapa \| \| Ciclista \| Ciclista \| Equipo \| Tiempo \| \| \| ------------------------- \| ------------------------- \| ------------------------- \| ------------------------- \| ------------------------- \| \| 1.º \| Mathieu van der Poel \| Corendon-Circus \| 4 h 23 min 08 s \| \| \| 2.º \| Jasper De Buyst \| Lotto-Soudal \| + 3 s \| \| \| 3.º \| Simon Clarke \| EF Education First \| + 3 s \| \| |                      |                    |                 |
| |                      |                    |                 |
| Fuente: ProCyclingStats |                      |                    |                 |
| Clasificación de la etapa |                      |                    |                 |
| Ciclista | Ciclista             | Equipo             | Tiempo          |
| 1.º | Mathieu van der Poel | Corendon-Circus    | 4 h 23 min 08 s |
| 2.º | Jasper De Buyst      | Lotto-Soudal       | + 3 s           |
| 3.º | Simon Clarke         | EF Education First | + 3 s           |

| \| Clasificación general \| Clasificación general \| Clasificación general \| Clasificación general \| Clasificación general \| \| Ciclista \| Ciclista \| Equipo \| Tiempo \| \| \| --------------------- \| --------------------- \| --------------------- \| --------------------- \| --------------------- \| \| 1.º \| Mathieu van der Poel \| Corendon-Circus \| 17 h 36 min 27 s \| \| \| 2.º \| Matteo Trentin \| Mitchelton-Scott \| + 1 s \| \| \| 3.º \| Jasper De Buyst \| Lotto-Soudal \| + 7 s \| \| |                      |                  |                  |
| |                      |                  |                  |
| Fuente: ProCyclingStats |                      |                  |                  |
| Clasificación general |                      |                  |                  |
| Ciclista | Ciclista             | Equipo           | Tiempo           |
| 1.º | Mathieu van der Poel | Corendon-Circus  | 17 h 36 min 27 s |
| 2.º | Matteo Trentin       | Mitchelton-Scott | + 1 s            |
| 3.º | Jasper De Buyst      | Lotto-Soudal     | + 7 s            |

### 5.ª etapa
| Birkenhead - Birkenhead | etapa llana | (174,1 km) |

| \| Clasificación de la etapa \| Clasificación de la etapa \| Clasificación de la etapa \| Clasificación de la etapa \| Clasificación de la etapa \| \| Ciclista \| Ciclista \| Equipo \| Tiempo \| \| \| ------------------------- \| ------------------------- \| ------------------------- \| ------------------------- \| ------------------------- \| \| 1.º \| Dylan Groenewegen \| Team Jumbo-Visma \| 3 h 57 min 31 s \| \| \| 2.º \| Matthew Walls \| Gran Bretaña \| + 0 s \| \| \| 3.º \| Matteo Trentin \| Mitchelton-Scott \| + 0 s \| \| |                   |                  |                 |
| |                   |                  |                 |
| Fuente: ProCyclingStats |                   |                  |                 |
| Clasificación de la etapa |                   |                  |                 |
| Ciclista | Ciclista          | Equipo           | Tiempo          |
| 1.º | Dylan Groenewegen | Team Jumbo-Visma | 3 h 57 min 31 s |
| 2.º | Matthew Walls     | Gran Bretaña     | + 0 s           |
| 3.º | Matteo Trentin    | Mitchelton-Scott | + 0 s           |

| \| Clasificación general \| Clasificación general \| Clasificación general \| Clasificación general \| Clasificación general \| \| Ciclista \| Ciclista \| Equipo \| Tiempo \| \| \| --------------------- \| --------------------- \| --------------------- \| --------------------- \| --------------------- \| \| 1.º \| Matteo Trentin \| Mitchelton-Scott \| 21 h 33 min 55 s \| \| \| 2.º \| Mathieu van der Poel \| Corendon-Circus \| + 3 s \| \| \| 3.º \| Jasper De Buyst \| Lotto-Soudal \| + 10 s \| \| |                      |                  |                  |
| |                      |                  |                  |
| Fuente: ProCyclingStats |                      |                  |                  |
| Clasificación general |                      |                  |                  |
| Ciclista | Ciclista             | Equipo           | Tiempo           |
| 1.º | Matteo Trentin       | Mitchelton-Scott | 21 h 33 min 55 s |
| 2.º | Mathieu van der Poel | Corendon-Circus  | + 3 s            |
| 3.º | Jasper De Buyst      | Lotto-Soudal     | + 10 s           |

### 6.ª etapa
| Pershore - Pershore | contrarreloj individual | (14,4 km) |

| \| Clasificación de la etapa \| Clasificación de la etapa \| Clasificación de la etapa \| Clasificación de la etapa \| Clasificación de la etapa \| \| Ciclista \| Ciclista \| Equipo \| Tiempo \| \| \| ------------------------- \| ------------------------- \| ------------------------- \| ------------------------- \| ------------------------- \| \| 1.º \| Edoardo Affini \| Mitchelton-Scott \| 16 min 39 s \| \| \| 2.º \| Sebastian Langeveld \| EF Education First \| + 7 s \| \| \| 3.º \| Dylan van Baarle \| Team Ineos \| + 7 s \| \| |                     |                    |             |
| |                     |                    |             |
| Fuente: ProCyclingStats |                     |                    |             |
| Clasificación de la etapa |                     |                    |             |
| Ciclista | Ciclista            | Equipo             | Tiempo      |
| 1.º | Edoardo Affini      | Mitchelton-Scott   | 16 min 39 s |
| 2.º | Sebastian Langeveld | EF Education First | + 7 s       |
| 3.º | Dylan van Baarle    | Team Ineos         | + 7 s       |

| \| Clasificación general \| Clasificación general \| Clasificación general \| Clasificación general \| Clasificación general \| \| Ciclista \| Ciclista \| Equipo \| Tiempo \| \| \| --------------------- \| --------------------- \| --------------------- \| --------------------- \| --------------------- \| \| 1.º \| Mathieu van der Poel \| Corendon-Circus \| 21 h 50 min 49 s \| \| \| 2.º \| Matteo Trentin \| Mitchelton-Scott \| + 6 s \| \| \| 3.º \| Pavel Sivakov \| Team Ineos \| + 24 s \| \| |                      |                  |                  |
| |                      |                  |                  |
| Fuente: ProCyclingStats |                      |                  |                  |
| Clasificación general |                      |                  |                  |
| Ciclista | Ciclista             | Equipo           | Tiempo           |
| 1.º | Mathieu van der Poel | Corendon-Circus  | 21 h 50 min 49 s |
| 2.º | Matteo Trentin       | Mitchelton-Scott | + 6 s            |
| 3.º | Pavel Sivakov        | Team Ineos       | + 24 s           |

### 7.ª etapa
| Warwick - Warwick | etapa llana | (188,7 km) |

| \| Clasificación de la etapa \| Clasificación de la etapa \| Clasificación de la etapa \| Clasificación de la etapa \| Clasificación de la etapa \| \| Ciclista \| Ciclista \| Equipo \| Tiempo \| \| \| ------------------------- \| ------------------------- \| ------------------------- \| ------------------------- \| ------------------------- \| \| 1.º \| Mathieu van der Poel \| Corendon-Circus \| 4 h 07 min 49 s \| \| \| 2.º \| Matteo Trentin \| Mitchelton-Scott \| + 1 s \| \| \| 3.º \| Simon Clarke \| EF Education First \| + 3 s \| \| |                      |                    |                 |
| |                      |                    |                 |
| Fuente: ProCyclingStats |                      |                    |                 |
| Clasificación de la etapa |                      |                    |                 |
| Ciclista | Ciclista             | Equipo             | Tiempo          |
| 1.º | Mathieu van der Poel | Corendon-Circus    | 4 h 07 min 49 s |
| 2.º | Matteo Trentin       | Mitchelton-Scott   | + 1 s           |
| 3.º | Simon Clarke         | EF Education First | + 3 s           |

| \| Clasificación general \| Clasificación general \| Clasificación general \| Clasificación general \| Clasificación general \| \| Ciclista \| Ciclista \| Equipo \| Tiempo \| \| \| --------------------- \| --------------------- \| --------------------- \| --------------------- \| --------------------- \| \| 1.º \| Mathieu van der Poel \| Corendon-Circus \| 25 h 58 min 25 s \| \| \| 2.º \| Matteo Trentin \| Mitchelton-Scott \| + 12 s \| \| \| 3.º \| Jasper De Buyst \| Lotto-Soudal \| + 40 s \| \| |                      |                  |                  |
| |                      |                  |                  |
| Fuente: ProCyclingStats |                      |                  |                  |
| Clasificación general |                      |                  |                  |
| Ciclista | Ciclista             | Equipo           | Tiempo           |
| 1.º | Mathieu van der Poel | Corendon-Circus  | 25 h 58 min 25 s |
| 2.º | Matteo Trentin       | Mitchelton-Scott | + 12 s           |
| 3.º | Jasper De Buyst      | Lotto-Soudal     | + 40 s           |

### 8.ª etapa
| Altrincham - Mánchester | etapa escarpada | (166 km) |

| \| Clasificación de la etapa \| Clasificación de la etapa \| Clasificación de la etapa \| Clasificación de la etapa \| Clasificación de la etapa \| \| Ciclista \| Ciclista \| Equipo \| Tiempo \| \| \| ------------------------- \| ------------------------- \| ------------------------- \| ------------------------- \| ------------------------- \| \| 1.º \| Mathieu van der Poel \| Corendon-Circus \| 3 h 49 min 26 s \| \| \| 2.º \| Cees Bol \| Team Sunweb \| + 0 s \| \| \| 3.º \| Matteo Trentin \| Mitchelton-Scott \| + 0 s \| \| |                      |                  |                 |
| |                      |                  |                 |
| Fuente: ProCyclingStats |                      |                  |                 |
| Clasificación de la etapa |                      |                  |                 |
| Ciclista | Ciclista             | Equipo           | Tiempo          |
| 1.º | Mathieu van der Poel | Corendon-Circus  | 3 h 49 min 26 s |
| 2.º | Cees Bol             | Team Sunweb      | + 0 s           |
| 3.º | Matteo Trentin       | Mitchelton-Scott | + 0 s           |

## Clasificaciones finales
- Las clasificaciones finalizaron de la siguiente forma:[4]

### Clasificación general
| \| Clasificación general \| Clasificación general \| Clasificación general \| Clasificación general \| Clasificación general \| \| Ciclista \| Ciclista \| Equipo \| Tiempo \| \| \| --------------------- \| --------------------- \| --------------------- \| --------------------- \| --------------------- \| \| 1.º \| Mathieu van der Poel \| Corendon-Circus \| 29 h 47 min 41 s \| \| \| 2.º \| Matteo Trentin \| Mitchelton-Scott \| + 17 s \| \| \| 3.º \| Jasper De Buyst \| Lotto-Soudal \| + 50 s \| \| \| 4.º \| Pavel Sivakov \| Team Ineos \| + 52 s \| \| \| 5.º \| Nils Politt \| Katusha-Alpecin \| + 1 min 01 s \| \| \| 6.º \| Gianni Moscon \| Team Ineos \| + 1 min 01 s \| \| \| 7.º \| Mike Teunissen \| Team Jumbo-Visma \| + 1 min 03 s \| \| \| 8.º \| Andrey Amador \| Movistar Team \| + 1 min 04 s \| \| \| 9.º \| Tiesj Benoot \| Lotto-Soudal \| + 1 min 07 s \| \| \| 10.º \| Amund Grøndahl Jansen \| Team Jumbo-Visma \| + 1 min 08 s \| \| |                       |                  |                  |
| |                       |                  |                  |
| Fuente: ProCyclingStats |                       |                  |                  |
| Clasificación general |                       |                  |                  |
| Ciclista | Ciclista              | Equipo           | Tiempo           |
| 1.º | Mathieu van der Poel  | Corendon-Circus  | 29 h 47 min 41 s |
| 2.º | Matteo Trentin        | Mitchelton-Scott | + 17 s           |
| 3.º | Jasper De Buyst       | Lotto-Soudal     | + 50 s           |
| 4.º | Pavel Sivakov         | Team Ineos       | + 52 s           |
| 5.º | Nils Politt           | Katusha-Alpecin  | + 1 min 01 s     |
| 6.º | Gianni Moscon         | Team Ineos       | + 1 min 01 s     |
| 7.º | Mike Teunissen        | Team Jumbo-Visma | + 1 min 03 s     |
| 8.º | Andrey Amador         | Movistar Team    | + 1 min 04 s     |
| 9.º | Tiesj Benoot          | Lotto-Soudal     | + 1 min 07 s     |
| 10.º | Amund Grøndahl Jansen | Team Jumbo-Visma | + 1 min 08 s     |

### Clasificación de la montaña
| Clasificación de la montaña | Clasificación de la montaña | Clasificación de la montaña | Clasificación de la montaña | Clasificación de la montaña |
| Ciclista                    | Ciclista                    | Equipo                      | Puntos                      |                             |
| --------------------------- | --------------------------- | --------------------------- | --------------------------- | --------------------------- |
| 1.º                         | Jacob Scott                 | SwiftCarbon Pro Cycling     | 59 pts                      |                             |
| 2.º                         | Dries De Bondt              | Corendon-Circus             | 35 pts                      |                             |
| 3.º                         | Dylan van Baarle            | Team Ineos                  | 34 pts                      |                             |
| 4.º                         | Cameron Meyer               | Mitchelton-Scott            | 22 pts                      |                             |
| 5.º                         | Edward Dunbar               | Team Ineos                  | 21 pts                      |                             |

### Clasificación por puntos
| Clasificación por puntos | Clasificación por puntos | Clasificación por puntos | Clasificación por puntos | Clasificación por puntos |
| Ciclista                 | Ciclista                 | Equipo                   | Puntos                   |                          |
| ------------------------ | ------------------------ | ------------------------ | ------------------------ | ------------------------ |
| 1.º                      | Matteo Trentin           | Mitchelton-Scott         | 86 pts                   |                          |
| 2.º                      | Mathieu van der Poel     | Corendon-Circus          | 73 pts                   |                          |
| 3.º                      | Davide Cimolai           | Israel Cycling Academy   | 73 pts                   |                          |
| 4.º                      | Jasper De Buyst          | Lotto-Soudal             | 64 pts                   |                          |
| 5.º                      | Dylan Groenewegen        | Team Jumbo-Visma         | 45 pts                   |                          |

### Clasificación de las metas volantes
| Clasificación de las metas volantes | Clasificación de las metas volantes | Clasificación de las metas volantes | Clasificación de las metas volantes | Clasificación de las metas volantes |
| Ciclista                            | Ciclista                            | Equipo                              | Puntos                              |                                     |
| ----------------------------------- | ----------------------------------- | ----------------------------------- | ----------------------------------- | ----------------------------------- |
| 1.º                                 | Rory Townsend                       | Canyon DHB p/b Bloor Homes          | 17 pts                              |                                     |
| 2.º                                 | Dries De Bondt                      | Corendon-Circus                     | 15 pts                              |                                     |
| 3.º                                 | Dylan van Baarle                    | Team Ineos                          | 14 pts                              |                                     |
| 4.º                                 | Gediminas Bagdonas                  | AG2R La Mondiale                    | 13 pts                              |                                     |
| 5.º                                 | Matthew Bostock                     | Canyon DHB p/b Bloor Homes          | 9 pts                               |                                     |

## Evolución de las clasificaciones
| Etapa                   | Vencedor                | Clasificación general | Clasificación de la montaña | Clasificación por puntos | Clasificación de las metas volantes |
| ----------------------- | ----------------------- | --------------------- | --------------------------- | ------------------------ | ----------------------------------- |
| 1.ª                     | Dylan Groenewegen       | Dylan Groenewegen     | Jacob Scott                 | Dylan Groenewegen        | Rory Townsend                       |
| 2.ª                     | Matteo Trentin          | Matteo Trentin        | Jacob Scott                 | Matteo Trentin           | Gediminas Bagdonas                  |
| 3.ª                     | Dylan Groenewegen       | Matteo Trentin        | Jacob Scott                 | Matteo Trentin           | Rory Townsend                       |
| 4.ª                     | Mathieu van der Poel    | Mathieu van der Poel  | Jacob Scott                 | Matteo Trentin           | Rory Townsend                       |
| 5.ª                     | Dylan Groenewegen       | Matteo Trentin        | Jacob Scott                 | Matteo Trentin           | Rory Townsend                       |
| 6.ª                     | Edoardo Affini          | Mathieu van der Poel  | Jacob Scott                 | Matteo Trentin           | Rory Townsend                       |
| 7.ª                     | Mathieu van der Poel    | Mathieu van der Poel  | Jacob Scott                 | Matteo Trentin           | Rory Townsend                       |
| 8.ª                     | Mathieu van der Poel    | Mathieu van der Poel  | Jacob Scott                 | Matteo Trentin           | Rory Townsend                       |
| Clasificaciones finales | Clasificaciones finales | Mathieu van der Poel  | Jacob Scott                 | Matteo Trentin           | Rory Townsend                       |

## UCI World Ranking
La Vuelta a Gran Bretaña otorgó puntos para el UCI World Ranking para corredores de los equipos en las categorías UCI WorldTeam, Profesional Continental y Equipos Continentales. Las siguientes tablas son el baremo de puntuación y los 10 corredores que obtuvieron más puntos:
| Posición              | 1.º | 2.º | 3.º | 4.º | 5.º | 6.º | 7.º | 8.º | 9.º | 10.º | 11.º | 12.º | 13.º | 14.º | 15.º | 16.º-30.º | 31.º-40.º |
| Clasificación general | 200 | 150 | 125 | 100 | 85  | 70  | 60  | 50  | 40  | 35   | 30   | 25   | 20   | 15   | 10   | 5         | 3         |
| Por etapa             | 20  | 10  | 5   |     |     |     |     |     |     |      |      |      |      |      |      |           |           |
| Líder                 | 5   |     |     |     |     |     |     |     |     |      |      |      |      |      |      |           |           |

| Clasificación |                      |                  |         |       |       |       |
| Posición      | Ciclista             | Equipo           | General | Etapa | Líder | Total |
| ------------- | -------------------- | ---------------- | ------- | ----- | ----- | ----- |
| 1.º           | Mathieu van der Poel | Corendon-Circus  | 200     | 70    | 15    | 285   |
| 2.º           | Matteo Trentin       | Mitchelton-Scott | 150     | 45    | 15    | 210   |
| 3.º           | Jasper De Buyst      | Lotto Soudal     | 125     | 20    | -     | 145   |
| 4.º           | Pavel Sivakov        | INEOS            | 100     | -     | -     | 100   |
| 5.º           | Nils Politt          | Katusha-Alpecin  | 85      | -     | -     | 85    |
| 6.º           | Gianni Moscon        | INEOS            | 70      | -     | -     | 70    |
| 7.º           | Mike Teunissen       | Jumbo-Visma      | 60      | 5     | -     | 65    |
| 8.º           | Dylan Groenewegen    | Jumbo-Visma      | -       | 60    | 5     | 65    |
| 9.º           | Andrey Amador        | Movistar         | 50      | -     | -     | 50    |
| 10.º          | Tiesj Benoot         | Lotto Soudal     | 40      | -     | -     | 40    |